# Nadia Ali
Nadia Ali (în urdu نادیہ علی; n. 3 august 1980, Tripoli, Libia) este o cântăreață pakistanezo-americană. Ali a devenit cunoscută în 2001 ca solista și textiera formației iiO, după ce piesa lor de debut „Rapture” a ajuns pe locul al doilea în UK Singles Chart. Cântecul a intrat în mai multe clasamente europene. Single-ul lor din 2006, „Is It Love?”, a ajuns pe primul loc în clasamentul Billboard Hot Dance Club Play Chart.
În anul 2005 a decis să urmeze o carieră solo, colaborând cu mai mulți muzicieni ai genului de muzică electronic dance. În 2009 și-a lansat albumul de debut, Embers. Criticii au apreciat-o pentru originalitatea versurilor, combinate cu muzică electronică, baladă, orientală și acustică. Trei dintre melodiile de pe album au ajuns în top 10 Billboard Hot Dance Club Play, printre care și hitul „Love Story”, care a atins primul loc. Cântecul a fost de asemenea nominalizat la cea de-a 25-a ediție a Premiilor Internaționale pentru Muzică Dance la WMC, în timp ce „Fantasy” a fost nominalizat la premiile Grammy.
În 2010, ea a lansat o compilație de remixuri intitulată Queen of Clubs Trilogy pentru a sărbători zece ani de la începutul carierei de cantautoare. „Rapture” a fost singurul single relansat de pe compilație, reușind să intre din nou în clasamentele europene. Ali a lansat single-ul „Pressure” cu Starkillers și Alex Kenji în 2011, care a devenit imn de club și festivaluri, primind un Premiu Internațional pentru Muzică Dance. În 2012, ea a colaborat cu BT și Arty la single-ul „Must Be The Love”, care a fost nominalizat la Premiile Internaționale pentru Muzică Dance. Ea a mai colaborat cu mai mulți producători și DJ-i precum Armin van Buuren, Schiller, Avicii și John Creamer & Stephane K. În 2017 a lansat piesa „Almost Home” în colaborare cu Sultan + Shepard, piesă care a ajuns pe locul al patrulea în Billboard Dance/Mix Show Airplay și care a primit o nominalizare la Premiile Juno.
Din 2018 face parte din proiectul experimental HYLLS, depărtându-se de zona EDM și îndreptându-se către zona genului indie pop.

## Viața și cariera

### 1980–2005: Primele activități muzicale și iiO
Nadia Ali s-a născut în 1980 la Tripoli, Libia, din părinți pakistanezi. La vârsta de cinci ani, Nadia și familia ei s-au mutat în Queens, New York. La vârsta de opt ani Nadia se folosea de orice oportunitate pe care o avea pentru a cânta, după ce o prietenă de a ei a auzit-o murmurând un cântec al Madonnei la școală și a lăudat-o. Nu a luat lecții de canto, continuând să cânte din plăcere, iar la vârsta de 15 ani a început să scrie poezii și cântece pentru prieteni. Ca adolescentă, ea a devenit interesată de muzica dance după ce a frecventat mai multe cluburi de noapte în Manhattan, activitate care a făcut-o să viseze la faptul că într-o zi va apărea pe unul din albumele difuzate în cluburi.
Nadia Ali a început să lucreze la birourile Versace din New York de la vârsta de 17 ani, unde a atras atenția colegilor cântând la petrecerile de Crăciun. Un coleg de la Versace i-a făcut cunoștință cu producătorul Markus Moser, care căuta o cântăreață cu care să colaboreze la producțiile sale originale pentru un grup de fete din Germania. Ea a colaborat cu Moser, compunând și interpretând mai multe melodii. Primul single al ei a fost „Rapture”, pe care l-a compus în 30 de minute și care era inspirat dintr-o întâlnire cu un patron de club de noapte australian. O înregistrare demonstrativă a piesei a fost difuzată în 2001 în clubul Twilo și a primit sprijinul mai multor DJ-i importanți precum Pete Tong, care a difuzat-o în cadrul emisiunii sale de pe BBC Radio 1 și Sasha, Danny Tenaglia și Sander Kleinenberg, care au mixat-o în timpul sezonului estival. Rapture a devenit una din piesele cele mai difuzate din Ibiza. Lansată în 2001 de către Ministry of Sound, single-ul a devenit un succes comercial, ajungând pe locul al doilea în UK Singles Chart și clasamentul Billboard Hot Dance Club Play, intrând și în clasamentele europene. Succesul lui „Rapture”, după cum Ali avea să declare, a făcut ca muzica formației iiO să fie diferită față de cea dance, pe care o înregistrau anterior. În aceeași perioadă li s-a cerut să vină cu un nume pentru formație. Ei au ales inițial numele Vaiio după laptopul Sony VAIO pe care Ali obișnuia să compună versurile cântecelor. iiO a ținut mai multe concerte la nivel mondial și a lansat mai multe single-uri, printre care „At the End”, „Runaway”, „Smooth” și „Kiss You”. A urmat lansarea primului album de studio, Poetica, în 2005.
Ali a părăsit grupul în 2005 pentru a urma o carieră solo, dar Moser a continuat să colaboreze cu Nadia Ali. Cea mai importantă piesă a celor doi de după destrămarea formației a fost „Is It Love?” din 2006, care a ajuns pe primul loc în clasamentul american Billboard Hot Dance Club Play, albumul de remixuri Reconstruction Time: The Best Of iiO Remixed din 2007 și albumul de studio Exit 110 din 2011. Când a fost întrebată de ce a ales să urmeze o carieră solo, ea a declarat că perioada petrecută la iiO a fost o experiență plăcută din care a avut multe de învățat, dar a decis să plece pentru că nu a vrut să se rezume la un singur gen de muzică, ci să-și exploreze creativitatea și să aibă libertatea de a colabora cu alți artiști.
Decizia ei de a urma o carieră în muzică nu a fost una pe placul părinților pakistanezi care aveau înclinații academice și doreau ca ea să urmeze o carieră mai sigură. Ea a mai declarat că lucrurile au mai evoluat de atunci, părinții devenind cei mai mari susținători. Vorbind despre identitatea ei de pakistaneză, ea a declarat că are datoria de a oferi un exemplu prin care pakistanezii sunt în stare să contribuie cu ceva pozitiv și sunt capabili de a-și lua cariera în propriile mâini. Ea a mai declarat că mai are responsabilitatea de a demonstra că femeile, care uneori sunt marginalizate, pot contribui în domeniul artei, precum și în orice alt domeniu. Conform ei, etnia a reprezentat un avantaj în încercarea de a se evidenția în industria de divertisment. De-a lungul timpului ea a întâlnit mai multe femei din Asia de Sud care i-au transmis că povestea ei le-a inspirat să urmeze ceea ce le place.

### 2006–2009:Embers

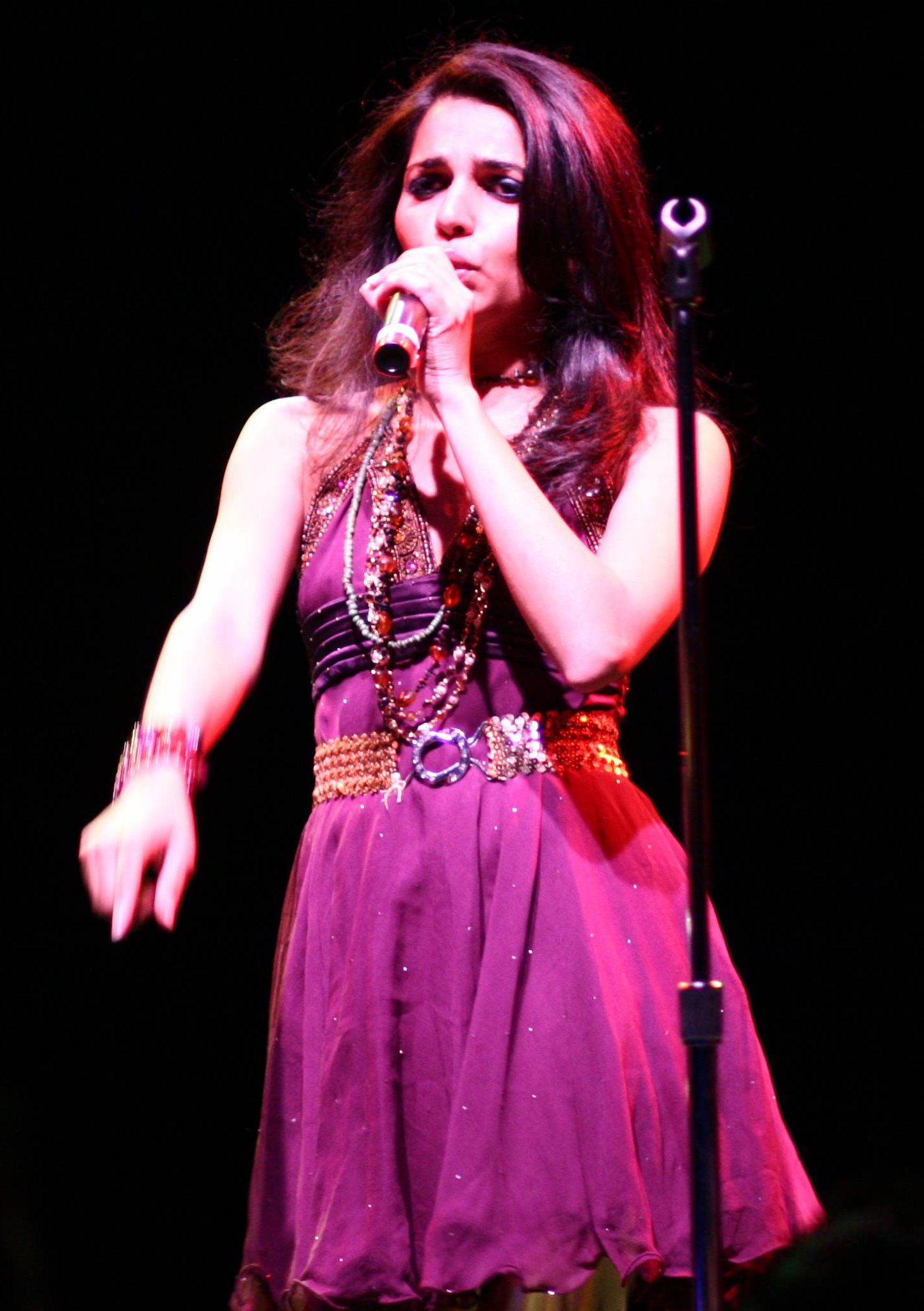
Nadia Ali în concert la Avalon, Boston în 2006

Ali a început să lucreze la albumul de debut la puțin timp după ce a părăsit iiO. Înregistrarea albumului a luat patru ani. Ea a atribuit întârzierea lansării albumului programului foarte încărcat cu multe turnee, precum și faptul că încă învață și „încearcă să-și stabilească o identitate ca textieră și co-producătoare”. Prima înregistrare de la despărțirea de iiO a fost „Who is Watching?”, în 2006, la care a colaborat cu DJ-ul danez Armin van Buuren, melodie care a făcut parte din albumul Shivers. Ea a descris „Who is Watching?” ca una din piesele cu cea mai mare semnificație. Versurile cântecului descriau efortul cuiva de a ajunge în topuri, care în cele din urmă realizează cât de singuratic, ajungând să uite de prioritățile și de cei mai importanți oameni din viața lor. Aceasta a fost urmată de „Something to Lose” în 2006, un duet cu Rosko, produs de John Creamer & Stephane K și lansat de Ultra Records. Piesa a mai fost licențiată pentru a apărea și pe alte albume precum Release Yourself, Vol. 5 a lui Roger Sanchez și lui Sharam Tayebi de la Deep Dish pentru Global Underground Dubai.
În iunie 2008, ea a lansat „Crash and Burn”, primul single de pe albumul solo. Acesta s-a bucurat de succes în cluburi, ajungând până pe locul al șaselea în clasamentul Billboard Hot Dance Club Play. Al doilea single de pe album, „Love Story”, a fost lansat în februarie 2009. A ajuns pe primul loc în clasamentul Billboard Hot Dance Club Play în aprilie 2009 și a fost nominalizat la categoria „Cea mai bună piesă de muzică progresivă/house” la Premiile Internaționale pentru Muzică Dance  de la WMC. Ali a apărut la MTV Iggy în martie 2009, unde a înregistrat trei videoclipuri cu variante acustice ale pieselor „Rapture”, „Crash and Burn” și „Love Story”, toate interpretate live.
Al treilea single, „Fine Print”, a fost lansat în iulie 2009. Ali a anunțat că după acest single va lansa albumul său de debut, intitulat Embers. Piesa a ajuns până pe locul al patrulea în clasamentul Billboard's Hot Dance Club Play. Embers a fost lansat în septembrie 2009. Co-produs de Sultan & Ned Shepard, Alex Sayz și Scott Fritz, Ali a lansat albumul în propria sa casă de discuri, Smile in Bed Records. Embers a primit în general recenzii pozitive. Chase Gran de la About.com l-a numit „un deliciu muzical, un album cuprinzător cu melodii impresionante”. Gail Navarro de la revista Racket a felicitat-o pe Ali pentru compunerea versurilor, scriind „Nu a fost doar sunetul atractiv mixat cu vocea sa încântătoare; versurile sale m-au convins complet”. Fiind întrebată de ce a ales să lanseze albumul prin propria casă de discuri, ea a declarat că dorea să aibă control creativ total și să nu fie presată de timp. Ea a ales să-și lanseze single-urile si albumele pe cale digitală, menționând că acesta este felul prin care ascultătorii muzicii electronice aleg să asculte muzica; doar apăsând pe un buton, precum și greutățile pe care le-ar fi întâmpinat în cazul în care ar fi ales metoda tradițională de distribuție a muzicii în Statele Unite.
Ali a mai lansat mai colaborat de două ori în 2009, la „Better Run” al lui Tocadisco, care a fost lansat pe albumul său TOCA 128.0 FM și la 12 Wives In Tehran cu Serge Devant, care a fost lansat pe albumul său, Wanderer.

### 2010–2011: TrilogiaQueen of Clubs

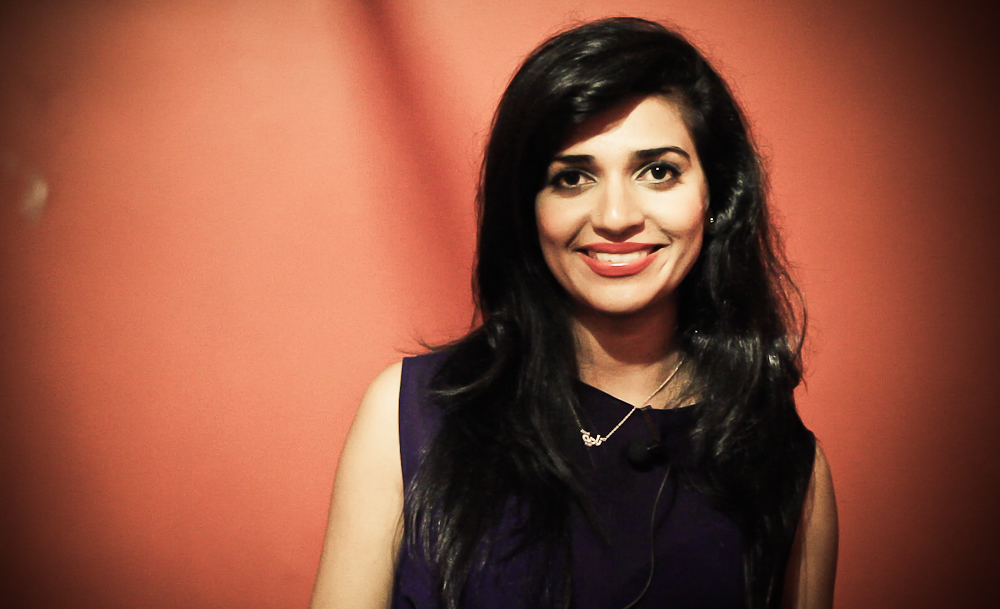
Nadia Ali la Chicago, 2011

Prima piesă lansată de Nadia în 2010 a fost „Try”, la care a colaborat cu producătorul german Schiller. Piesa a fost single-ul principal al albumului Atemlos, iar videoclipul piesei a fost lansat pe YouTube în februarie 2010. În aprilie 2010, Ali a lansat „Fantasy”, al patrulea single de pe albumul Embers. Fanii au ales ca piesa să devină un single după un sondaj ținut de Ali pe pagina sa de facebook. Un remix cu videoclipul piesei „Fantasy”, produs de Morgan Page, a servit ca prolog pentru următorul material al Nadiei; Queen of Clubs Trilogy: The Best of Nadia Ali Remixed. Vorbind despre proiect, Ali a menționat că își dorea o compilație de remixuri ale pieselor înregistrate timp de zece ani, începând cu prima jumătate a carierei de la iiO și terminând cu cea de-a doua cu colaborări și lansarea albumului solo. Explicând de ce a ales acest nume și concept, ea a declarat că dorea să incorporeze trăirile pe care l-a avut crescând în Queens și faptul că muzica sa este difuzată predominant în cluburi. Astfel, ea a decis să-și intituleze compilația după cartea de joc „regină de treflă” (titlu ales și pentru un dublu sens, cel al „reginei cluburilor”), ea însăși fiind regina de pe copertă, o decizie pe care a considerat-o drept îndrăzneață, dorind să dovedească ceea ce credea, și anume că muzica ei are o însemnătate aparte. Din trilogie au mai făcut parte Ruby Edition (august 2010), Onyx Edition (octombrie 2010) și Diamond Edition (decembrie 2010). Pentru această trilogie a colaborat cu Armin van Buuren, Gareth Emery și Avicii precum și alți DJ-i și producători cunoscuți, atât la înregistrarea de noi piese, cât și remixarea celor mai vechi.
Eu consider că (muzica dance electronică) este în mare parte dominată de bărbați, ceea ce face ca femeile să iasă în evidență mai mult dacă își doresc. Eu cred că orice este posibil dacă muncești din greu.
Cu o carieră de peste un deceniu, MTV a descris-o pe Ali ca fiind una dintre „împărătesele puternice” ale muzicii dance electronice și că titlul Queen of Clubs Trilogy este unul „intitulat corect”. Conform lui Reema Kumari Jadeja într-un interviu din MOBO, Nadia Ali este considerată a fi vocea „definitivă” și „ușor de recunoscut” a muzicii dance, ea „îmbogățind” și „reînvigorând” genul. Ali a devenit una din cele importante colaboratoare vocale pentru DJ-i și producători muzicali. Este apreciată pentru că a reușit ca solistă într-un domeniu dominat de DJ-i în care cântăreții cad pe plan secund. Ea a declarat că acest fapt a fost unul cu două tăișuri deoarece a fost tratată drept competiție de alți DJ-i. În decembrie 2010 a primit prima nominalizare la premiile Grammy pentru remixul „Fantasy” la care a colaborat cu Morgan Page, care a fost nominalizat la categoria „Cea mai bună înregistrare remixată, non-clasică”.
Prima ei piesă cu iiO, „Rapture”, a fost relansată ca single petru albumul Queen of Clubs Trilogy cu remixuri de Tristan Garner, Gareth Emery și Avicii. A fost turnat și un nou videoclip al piesei, pe tema „Queen of Clubs”, lansat pe 24 ianuarie 2011. Cântecul s-a clasat pe locul al treilea în clasamentul Romanian Top 100, intrând și în clasamente din alte țări.

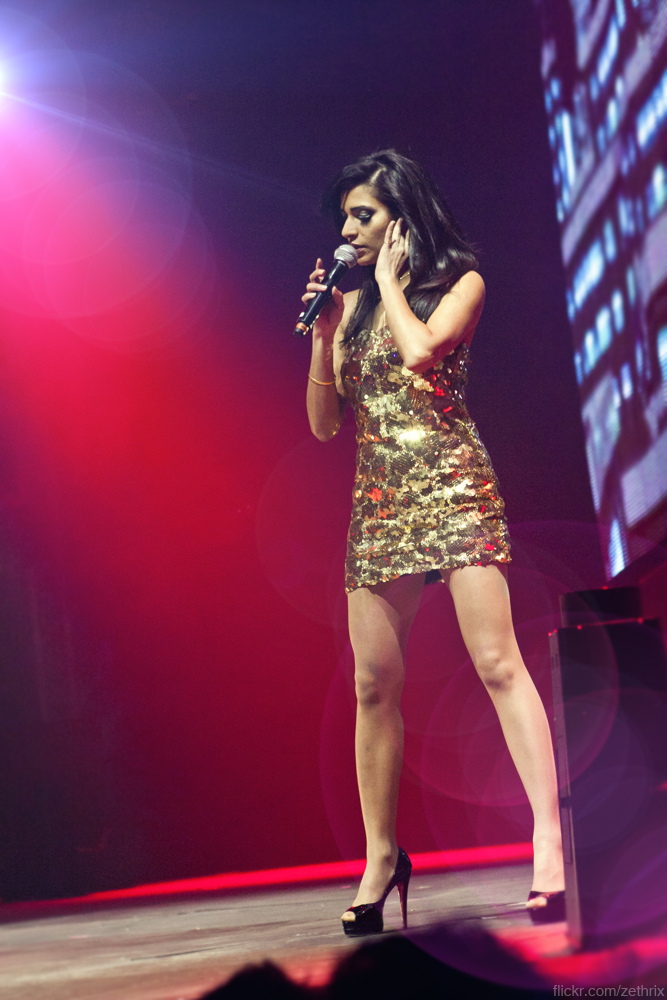
Nadia Ali la Armin Only în Polonia

În 2010, Ali a continaut să colaboreze cu mai mulți DJ-i și producători. Ea lansat remixul piesei „That Day” cu Dresden and Johnston, lansat pe un album de compilații. Următoarea piesă, „The Notice”, la care a colaborat cu duoul elvețian Chris Reece, a fost lansată pe 13 iulie. Apoi Ali a colaborat cu Armin van Buuren la piesa „Feels So Good” de pe cel de-al patrulea album, Mirage. Lansat ca al cincilea single de pe album, piesa a fost votat drept „cea mai bună melodie trance” la cea de-a 27-a ediție a Premiilor Internaționale pentru Muzică Dance. A făcut parte din muzicienii invitați să cânte în cadrul turneului Armin Only.
În timpul anului 2011, Ali a colaborat cu duo-ul Sultan & Ned Shepard la piesa „Call My Name”, lansată de Harem Records la 9 februarie. „Call My Name” s-a bucurat de succes în cluburi, atingând locul al cincilea în clasamentul Billboard Hot Dance Club Play. A doua melodie a fost "Pressure”, o colaborare cu Starkillers și Alex Kenji, lansată pe 15 februarie de Spinnin' Records. Remixul lui Alesso al piesei „Pressure” a devenit un imn al cluburilor și festivalurilor, primind suportul unor DJ-i importanți precum Armin van Buuren, Tiesto, Swedish House Mafia și Calvin Harris. Ea a fost votată drept „cea mai bună melodie de house progresiv” la cea de-a 27-a ediție a Premiilor Internaționale pentru Muzică Dance.
În aprilie, iiO a lansat albumul de studio Exit 110, în colaborare cu Nadia Ali. Ea a declarat că nu s-a implicat în producerea albumului, cu excepția folosirii vocii sale și a versurilor compuse cu aproape zece ani în urmă. I s-a părut „interesant” faptul că iiO a lansat un nou material deși nu a mai lucrat cu Moser din 2005. A mai menționat că nu a mai vorbit cu Moser de la destrămarea formației, explicând că despărțirea a fost amiabilă. Totuși a refuzat să explice circumstanțele în care s-au despărțit. Pe 23 mai, următoarea sa colaborare, „Free To Go” cu Alex Sayz, a fost lansată de Zouk Recordings. Ea a apărut pe al doilea album de studio a lui Sander van Doorn, Eleve11, în piesa „Rolling the Dice”, la care a mai colaborat cu Sidney Samson. Următoarea piesă lansată a fost „Believe It”, la care a colaborat cu duo-ul Spencer & Hill, și care a fost lansată pe 3 octombrie de Wall Recordings. A colaborat din nou cu Starkillers la piesa „Keep It Coming”, lansată pe 26 decembrie de Spinnin' Records.

### 2012–2017

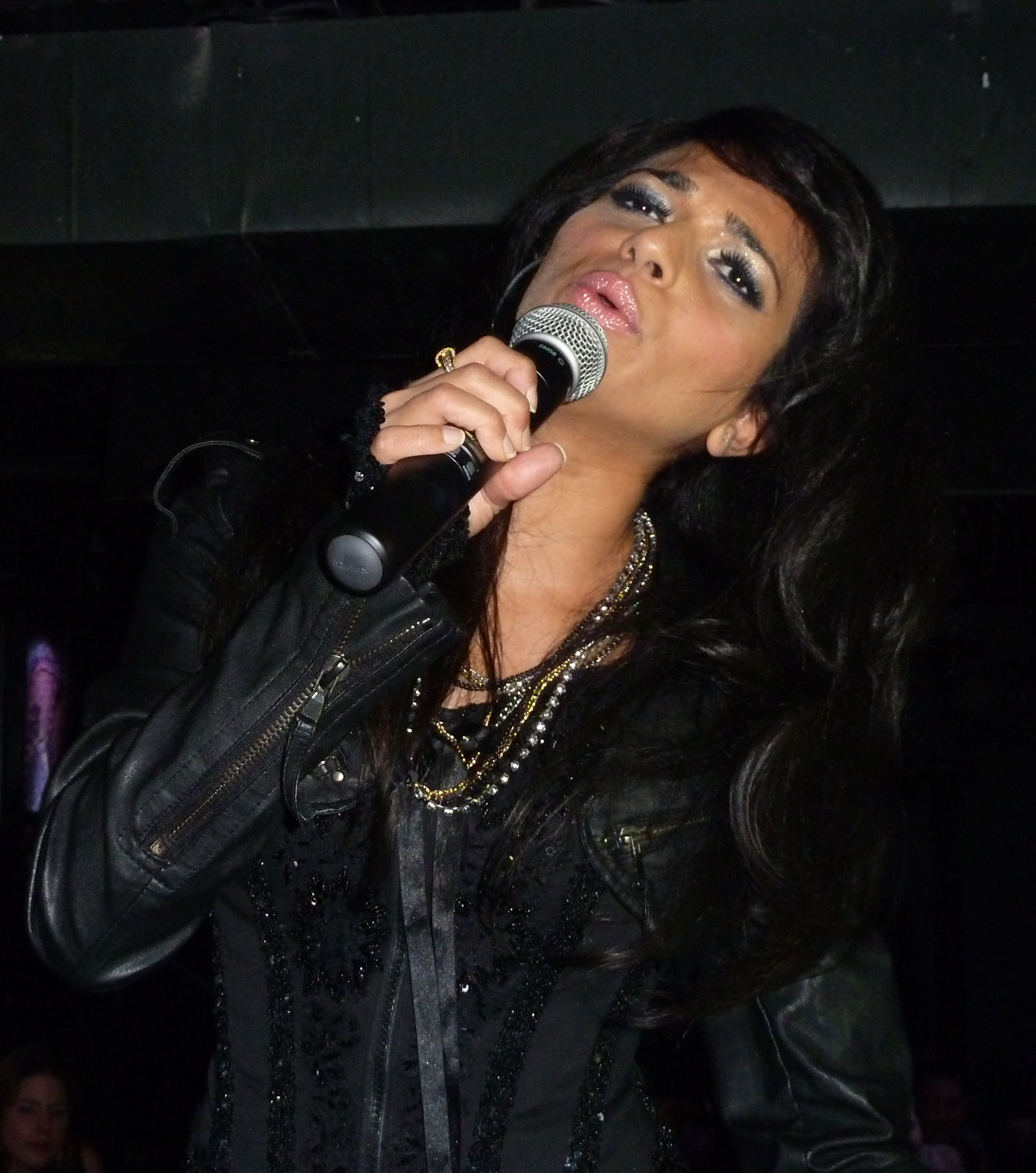
Nadia Ali în concert la Josephine's în Washington, D.C., 2011

Începând din februarie 2010, Nadia lucrează la cel de-al doilea album de studio. Videoclipul single-ului principal de pe album, „When It Rains”, a fost lansat pe canalul ei de YouTube în august 2011. Ali a menționat în septembrie 2012 că melodia va fi remixată de Tommy Trash dar nu a vrut să dea publicității data lansării acestuia. A atribuit din nou întârzierea lansării albumului programului încărcat cu multe concerte, invocând cererile de a interpreta live care vin mai ales din Statele Unite. În februarie 2012 și-a dedicat 40 de zile pentru înregistrarea albumului pe care ea l-a intitulat Phoenix. Ea a ales numele ca o aluzie la relansarea carierei. În timp ce descria procesul creativ din spatele albumului, ea a mai declarat că a ales să lucreze cu mai mulți producători din toate colțurile lumii pentru a combina înțelegerea americană a unui cântec bine compus cu expertiza europeană în producție pentru a crea un album dance cu o mare energie pentru fanii săi. A mai spus că va colabora și cu artiști din afara genului electronic dance pentru a „condimenta” albumul. A mai încercat să-i aducă alături pe DJ-ii cu care a lansat cântecele din ultimii ani pentru a face o compilație. Tema albumului, conform explicației ei, este încercarea de a-l face pe ascultător să înțeleagă personalitatea cantautorului din spatele muzicii.
Prima piesă lansată în 2012 a fost „This Is Your Life”, fiind al patrulea single de pe albumul On The Edge al DJ-ului elvețian EDX. Ea a fost urmată de „Carry Me”, o nouă colaborare cu Morgan Page, care a fost al patrulea single de pe cel de-al treilea album de studio al său, In the Air. Următoarea melodie, „Must Be the Love”, a fost piesa principală al celui de-al nouălea album al muzicianului BT, A Song Across Wires, la care a mai colaborat cu Arty. Ali a declarat că a trebuit să scoată tot ce are mai bun din ea în timpul înregistrărilor pentru că BT nu era numai unul din fanii ei de multă vreme, dar și pentru că el este un pionier în dance electronic. A mai spus că deși a lucrat cu el la acea piesă pentru aproape doi ani și jumătate, nu s-au întâlnit niciodată. Single-ul a fost nominalizat la categoria „cea mai bună melodie trance” la cea de-a 28-a ediție a Premiilor Internaționale pentru Muzică Dance (a patra nominalizare la acest premiu).
Când a fost întrebată în decembrie 2013 pe Google Hangout în ce stadiu este albumul, ea a transmis că încă mai lucrează la el dar a invocat motive din viața personală pentru a justifica tergiversarea lansării. A declarat că în 2013 a compus 25 de cântece, la care a colaborat cu alți artiști precum Stargate, Steve Aoki, R3hab și Fedde Le Grand. A mai compus cântece pentru albumul de debut al celor de la Krewella, Get Wet.
În ianuarie 2014, Ali a lansat o variantă acustică a cântecului „Roxanne” al celor de la The Police, putând fi descărcat gratuit. A fost prima piesă solo lansată din 2011. În septembrie 2015 artista a lansat piesa „All In My Head” în colaborare cu PANG!, piesă care fusese destinată să apară prin intermediul casei de discuri Source. În iulie 2017, după o pauză de doi ani, Ali a lansat piesa „Almost Home”, în colaborare cu Sultan & Shepard și IRO, care s-a clasat pe locul al patrulea în clasamentul Billboard Dance/Mix Show Airplay. Cântecul a fost nominalizat la categoria „cea mai bună piesă dance” la Premiile Juno din 2018.

### 2018–prezent: HYLLS
Ali a anunțat lansarea unui nou proiect intitulat HYLLS, cu un nou sound și o nouă direcție artistică, lansând câte un cântec pe lună pe durata anului 2018. Cu acest proiect, Ali a făcut tranziția de la muzica electronică la cea indie pop. Ali a menționat că proiectul este unul experimental și complet diferit de fostele sale proiecte, explicând astfel alegerea de a folosi un nume diferit. La acest proiect a colaborat cu mai mulți producători nominalizați la premiile Grammy, care au ales să rămână anonimi. Primul single, „All Over The Place”, a fost lansat în ianuarie 2018. Al doilea single, „Linger”, un cover al The Cranberries, a fost lansat pe 16 februarie 2018. „Chance”, al treilea single, a fost lansat pe 24 martie.

## Stil muzical și influențe
Nadia Ali este cunoscută pentru vocea sa caracteristică și abilitățile sale vocale. Reema Kumari Jadeja de la MOBO a descris munca sa ca fiind „o măiestrie euforică și melancolică, stilul muzical specific lui Ali se îmbină cu suavitatea mistică a Estului cu muzica electronică inteligentă și fortificată cu soul. Cântecele de pe Embers au fost comparate cu piesele Madonnei din cea mai bună perioadă a carierei sale, precum și o „reinterpretare modernă” a lui Stevie Nicks. Billboard i-a lăudat vocea „plină de viață”. Ali a fost influențată de mai mulți artiști, în special de cei din Asia de Est și perioada în care a fost crescută în Queens. Ea a ascultat muzică alternativă, folk, indiană și pakistaneză, care aveau să fie o influență majoră în cariera ei. Ea a declarat că s-a inspirat de la soliști precum Stevie Nicks, Nusrat Fateh Ali Khan, Madonna, Sade și Bono.
Albumul său de debut a fost apreciat pentru amestecul de melodii electronica, acustice și orientale. Vorbind despre Embers, Ali a spus că nu a vrut o înregistrare dance tipică și a ales să experimenteze, în special la baladele de pe album. Între timp, pentru al doilea album al său, Phoenix, a declarat că ar vrea să fie un album dance „mult mai energic”, dar în care să-și păstreze stilul vocal caracteristic și să experimenteze cu alte genuri muzicale. A mai declarat că la compunerea albumului s-a inspirat și a mai fost influențată de genul indie pop precum și de stilul muzical al celor de la Avicii, R3hab și Skrillex. Ali a colaborat cu o gamă largă de DJ-i din mai multe genuri ale muzicii dance elctronic. Unele dintre piese adoptă stilul minimal trance, „disco trist”, „baladă pentru ringul de dans” și „pop mainstream”. Ea s-a adaptat stilului de cântec pe care îl aveau DJ-ul sau producătorul cu care a colaborat - indiferent dacă a fost comercial sau cu versuri cu o însemnătate mare.
Ea a fost apreciată pentru compunerea versurilor, în care relatează experiențe personale, care „lovesc cu putere în coarda sensibilă” a ascultătorului. Ali a spus că întotdeauna preferă să cânte o melodie pe care a compus-o ea însuși și că cele mai bune cântece sunt în mare parte bazate pe fapte reale. Cântecele de Embers, conform Nadiei, descriu relațiile pe care le-a avut și emoțiile pe care le-au lăsat în urmă. Cântecul „Fantasy” este cel care a adunat toate sentimentele despre cum i-ar plăcea să fie recunoscută „o cântăreață emoționată care iubește să facă parte din muzica electronică”. Ali a declarat că în viitor ar vrea să se concentreze mai mult pe producere și compunerea versurilor, compunând mai multe cântece pentru Tocadisco, Avicii, Hardwell, Sultan & Ned Shepard, EDX și Pete tha Zouk. O dată cu proiectul HYLLS a făcut tranziția către pop indie, fiind comparată cu The xx.

## Viața personală
În mai 2012, Ali a anunțat că se va muta în Los Angeles deoarece simțea nevoia unei schimbări după 26 de ani locuiți în New York. Ali a mai spus că mutarea i-a oferit inspirație pentru a lucra la Phoenix, făcând-o să-și dorească și mai mult să-și lanseze albumul.
În decembrie 2012, Nadia a anunțat că s-a logodit, iar în octombrie 2013 s-a căsătorit.

## Discografie
Album de studio
- Embers (2009)
- Once (2019) (HYLLS)

Compilații
- Queen of Clubs Trilogy: Ruby Edition (2010)
- Queen of Clubs Trilogy: Onyx Edition (2010)
- Queen of Clubs Trilogy: Diamond Edition (2010)

## Premii și nominalizări
| An   | Beneficiar                       | Premiu | Rezultat     |
| ---- | -------------------------------- | --- | ------------ |
| 2010 | "Love Story"                     | Cea mai bună piesă de muzică progresivă/house la cea de-a 25-a ediție a Premiilor Internaționale pentru Muzică Dance | Nominalizare |
| 2011 | "Fantasy (Remix de Morgan Page)" | Cea mai bună înregistrare remixată, non-clasică la a 53-a ediție a Premiilor Grammy                                  | Nominalizare |
| 2012 | "Feels So Good"                  | Cea mai bună melodie trance la cea de-a 27-a ediție a Premiilor Internaționale pentru Muzică Dance                   | Câștigat     |
| 2012 | "Pressure (Remix de Alesso)"     | Cea mai bună melodie progresivă la cea de-a 27-a ediție a Premiilor Internaționale pentru Muzică Dance               | Câștigat     |
| 2013 | "Must Be the Love"               | Cea mai bună melodie trance la cea de-a 28-a ediție a Premiilor Internaționale pentru Muzică Dance                   | Nominalizare |
| 2013 | Nadia Ali                        | Cea mai bună artistă a lumii la World Music Awards                                                                   | Nominalizare |
| 2013 | Nadia Ali                        | Cel mai bun entertainer la World Music Awards                                                                        | Nominalizare |
| 2013 | "Rapture" (remix de Avicii)      | Cea mai bună piesă la World Music Awards                                                                             | Nominalizare |

## Legăturiexterne
- Site oficial Arhivat în 12 august 2020, la Wayback Machine.